# نیشونی

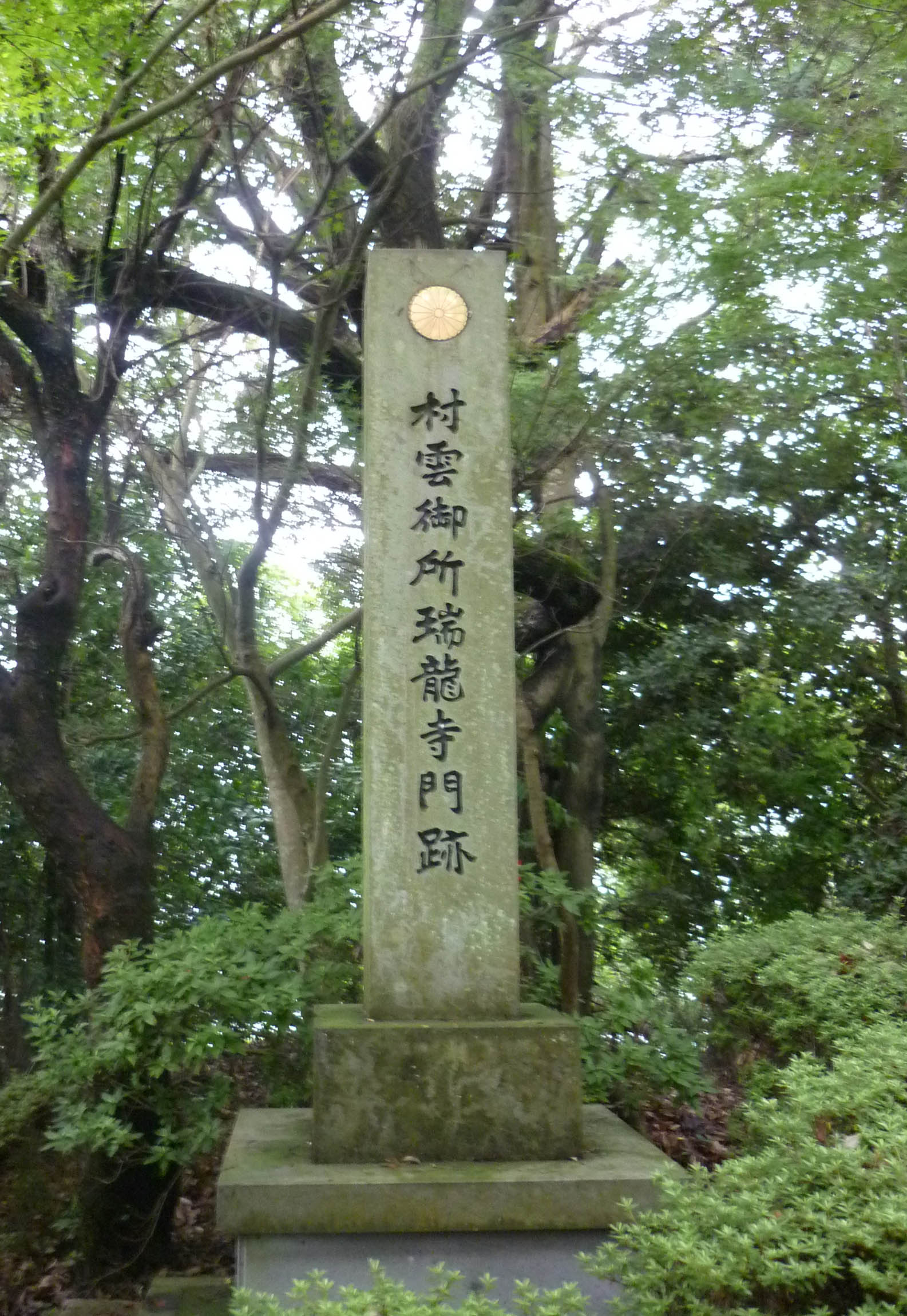
مقبره نیشونی

نیشونی (به ژاپنی: 日秀尼 にっしゅうに) (۱۶۲۵ – ۱۵۳۴ میلادی)، توموکو، سُوئوننی (به ژاپنی: 村雲尼 そんうんに)، زوایرویو این (به ژاپنی: 瑞龍院)، یک راهب بوداگرایی نیچیرن در دوره آزوچی-مومویاما و دوره ادو و خواهر تویوتومی هیده‌یوشی و آساهی هیمه بود. شوهر او میوشی یوشیفوسا نام داشت. دو پسر او تویوتومی هیده‌تسوگو و تویوتومی هیده‌کاتسو به فرزند خواندگی هیده‌یوشی درآمدند. نام پسر دیگرش تویوتومی هیده‌یاسو بود که در سن ۱۷ سالگی چند ماه قبل از هاراکیری برادر بزرگش هیده‌تسوگو درگذشت. نیشونی در سن ۹۲ سالگی درگذشت.